# 굴뚝 청소부

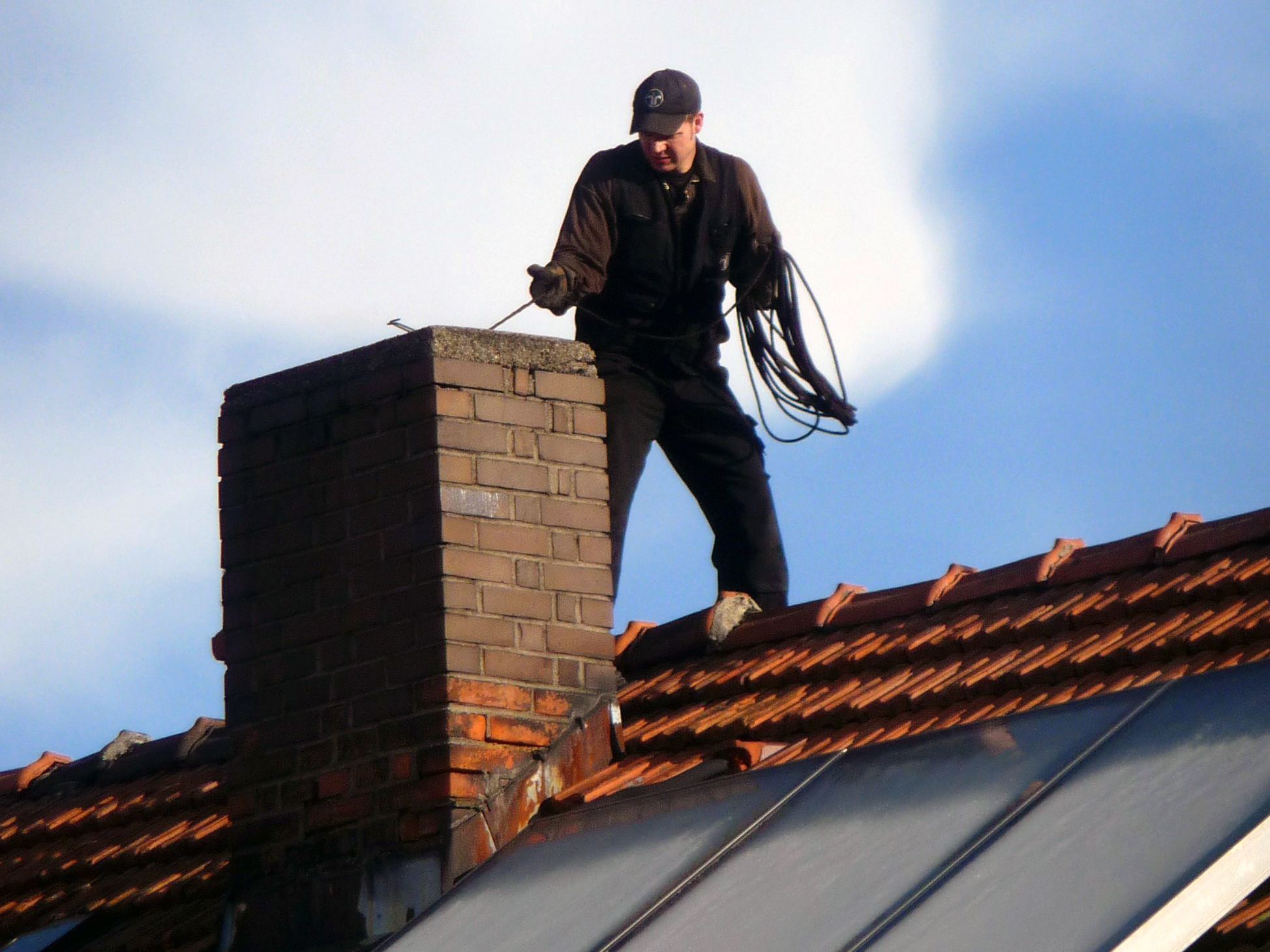
굴뚝 청소부

굴뚝 청소부는 굴뚝을 청소하는 직업을 말한다. 일반적으로 굴뚝을 청소하게 되면 낭떠러지에 의해 추락하여 사망하게 되는 사례가 많이 보고되어 있다. 또한 굴뚝 청소부는 일본이나 대한민국의 서해안 지역(인천, 경기남부, 충청, 호남, 제주도 등)처럼 눈이 많이 오는 지역에서도 제설 작업도 물론 겸하는 경우도 있다.